# 몽키삼총사
《몽키삼총사》(緊急発進セイバーキッズ,긴급발진 세이버키즈)는 1991년 2월 19일부터 1992년 2월 11일까지 일본 TV도쿄에서 방영된 SF소재 애니메이션이다. 원래는 50화 완결될 예정이었으나, 방송국의 사정으로 인해 47화로 완결되었고 지구를 노리는 악의 무리와 맞서 싸우는 것과 작은 회사를 경영하는 가족이라는 이색적인 소재가 있다. 또한 세이버키즈의 구성원이 2남 1녀의 친남매였다는 점도 이색적이다. 대한민국에서는 SBS에서 1992년 창사 당시에 첫 방영되어, 당시 어린이 시청자들의 인기를 끌어냈다. 이후 1995년에 SBS에서 재방영된 기록이 있다.

## 줄거리
지금으로부터 멀지도 않은 미래에서 사람들은 평화롭고 풍요로운 삶을 살아가고 있었다. 이런때에 지구 정복을 꿈꾸고 있는 버그 박사(한국 출시명 : 사마귀박사)는 지구에 파괴와 혼돈을 몰아넣기 위해 행동을 개시하게 되고 그들과 맞서싸우기 위해 텐진바야시 가족이 운영하는 로봇 회사 푸카링컴퍼니는 인류의 도움과 구원을 위한 로봇전투기를 개발하게 되는데.... 버그박사의 야욕을 막아내고 인류를 구하기 위해 텐진바야시 집 안의 3남매로 구성된 '세이버키즈' 가 전투기를 타고 출동하게 된다.

## 캐릭터
- 성우는 일본 오리지널판 / 한국어 더빙판順, 일본 원작명 / 한국어 더빙판명順.

텐진바야시 고우(몽키)
성우 - 마미 / 박영남
텐진바야시 켄(켄)
성우 - 타카기 와타루 / 이규화
텐진바야시 란(란)
성우 - 야마자키 와카나 / 이진화
텐진바야시 마츠고로(할아버지)
성우 - 이시모리 타코우 / 최흘
텐진바야시 타케오(아버지)
성우 - 다나카 카즈미
텐진바야시 우메코(어머니)
성우 - 타카기 사나에 / 최성우 (성우)
버그박사(사마귀박사)
성우 - 키모츠키 카네타 / 김정호

###### 오메가 & 입실론
성우 - 마츠오 긴조(오메가), 야마구치 켄(입실론) 

## 방영목록
제1화 파라다이스 섬을 구하라
제2화 소방로봇 출동
제3화 고래들의 수난
제4화 고속도로를 지켜라
제5화 오염된 강물
제6화 환상의 유원지
제7화 공포의 파괴식물
제8화 안나양 구출작전
제9화 황금도시의 비밀
제10화 공항의 위기
제11화 번개작전
제12화 눈이 내리네
제13화 용감한 조종사
제14화 지옥행열차
제15화 공룡사냥
제16화 로봇개미
제17화 피자구이로봇
제18화 큐피드의 화살
제19화 가짜 로봇 소동
제20화 두개의 태양
제21화 멋진승부
제22화 공포의 핵무기
제23화 대예언
제24화 경주마 페가서스
제25화 사막의 폭풍작전
제27화 사마귀박사를 잡아라(전편)
제28화 사마귀박사를 잡아라(후편)
제29화 보이지 않는 공포
제30화 진공판을 잡아라
제31화 로봇예술가
제32화 켄의 사랑이야기
제33화 내 사전에 불가능은 없다
제34화 할아버지를 구하라
제35화 선셀섬의 반란
제36화 퀴즈를 풀어라
제37화 과거로의 여행
제38화 괴도루팡
제39화 미래로 돌아갈 수 있을까?
제40화 금주법시대
제41화 불가사리 위성
제42화 사마귀파괴 로봇
제43화 진정한 라이벌
제44화 미래에서 온 손님
제45화 곰팡이와의 전쟁
제46화 되찾은 아틀란티스
제47화 지구파괴 5분전
제48화 위기일발 몽키삼총사
제49화 비상출동
제50화 캐단 몽키이야기
제51화 몽키삼총사여 안녕(최종회)

## 전투기종

###### 스카이세이버(1호기)
텐진바야시 고우(몽키)가 조종하는 전투기종 1호기. 통칭 '하늘의 왕자 1호'. 외관은 빨간색 바탕에 1호기 숫자가 표기되어있고 빠른 속력을 가진 전투기이며 푸른색 머리 부분이 원래는 둥근 모양으로 있다가 고속형으로 변신할 때 변신전환하는 기능이 있다. 

###### 캐리어세이버(2호기)
텐진바야시 켄이 조종하는 전투기종 2호기로 하늘의 왕자 2호. 유일하게 켄과 란이 조종사와 부조종사 역할로 탈 수 있고 출동할 때도 켄과 란이 동승한다. 외관은 파란색과 하얀색이 조합된 바탕에 2호기 숫자가 표기되어있고 커다란 몸체를 가진 전투기로 크기와는 달리 속력이 빠른 편이며 하단에 컨테이너 부분이 있고 이 부분은 분리도 가능하다. 동시에 란이 조종하는 런세이버를 장착하고 있으며 런세이버가 여기에서 출격하게 된다. 

###### 런세이버(3호기)
텐진바야시 란이 조종하는 전투기종 3호기로 하늘의 왕자 3호. 유일하게 켄의 캐리어세이버에서 출격을 하는 기종으로 원래는 란이 켄과 함께 캐리어세이버 부조종사로 동승하였다가 나중에 캐리어세이버에서 분리되어 하단 부분에서 출격하며 평소에는 캐리어세이버에 장착되어 드릴 부분이 노출되고 있다. 외관은 노란색 바탕에 3호기 숫자가 표기되어있고 작은 몸체를 가진 전투기로 속력이 빠르며 수공양용 전환도 가능하여서 물 속에서도 전투가 가능하다. 동시에 캐리어세이버를 호위하는 역할도 한다. 

###### 그레이트 세이버 / 윙 세이버
세이버키즈 부모인 타케오와 우메코 부부가 각각 조종을 맡은 전투기종. 세이버키즈의 전투기에 앞서 만들어진 최강의 세이버 전투기로 그 동안에는 철저히 봉인되었다가 마지막화에서 처음으로 공개되었다. 세이버키즈 전투기와는 달리 인간형 전투기로 구성되어있고 이들 두 대가 합체되면 각각 몸체와 날개 역할을 맡는다. 

###### 푸카링호
세이버키즈의 이동기지로 있는 비행선. 텐진바야시네 가족의 집이자 푸카링컴퍼니의 본사이며 이 곳에서 스카이세이버와 캐리어세이버가 출동한다(런세이버는 캐리어세이버 하단에서 출동). 뒤늦게 그레이트 세이버와 윙 세이버가 이 곳에 봉인되어있기도 하다.

## 관련상품
한국에서는 몽키삼총사의 한국 방영에 맞춰서 아이템상사를 통해 스카이세이버(1호), 캐리어세이버(2호),런세이버(3호)로 구성된 조립식 장난감이 발매되었던 적이 있다. 일본에서는 반다이가 제조하여 발매하였으며 애니메이션에서 나온 3가지 전투기종을 조립할 수 있도록 재현하였다. 스카이세이버의 경우 애니메이션에처럼 표준형과 고속형으로의 전환도 가능하며 캐리어세이버의 경우 컨테이너 분리도 가능하고 동시에 하단에 장착된 소형 런세이버가 분리될 수 있다. 개별상으로 제조된 런세이버의 경우 유일하게 조종사 란의 인형이 동봉되어 있으며 애니메이션에처럼 앞부분의 드릴이 분리가 가능하고 기체 머리에 있는 수공용 카메라가 스프링을 통해서 올라올 수 있다. 

## 논란
한국판 오프닝 곡이 7번째 일본 슈퍼 전대 시리즈 과학전대 다이너맨 오프닝 곡을 표절했다는 사실이 밝혀져 논란이 된 적이 있다.